# Musenalp (Isenthal)
Die Musenalp bei Isenthal ist eine Alp im Kanton Uri in der Schweiz. Sie liegt am Fusse des Uri Rotstock in den Urner Alpen.

## Erreichbarkeit
Die Musenalp erreicht man zu Fuss oder per Seilbahn über das Chlital – einem Seitental in der Gemeinde Isenthal – oder durch eine Wanderung über den Sassigrat von Biwaldalp herkommend. Es ist das einzige grössere Alpgebiet im Chlital und liegt auf 1486 m ü. M.
Seit ca. 1920 ist auch ein Weg auf den Uri Rotstock von der Musenalp erschlossen. Dieser gilt als anspruchsvoll, da er steiler als der Weg von der Biwaldalp ist.

## Bewirtschaftung
Die Vordere Musenalp (Alpeli) und die Hintere Musenalp bilden nach Allmendverordnung zusammen nur eine Alp. Weidewirtschaftlich sind sie aber durch das Hundwaldtobel in zwei Weidegebiete getrennt. Die beiden Alpteile werden unabhängig voneinander bewirtschaftet. Das ganze Alpgebiet weist eine vom Rindvieh begangene Weidefläche von 84 ha auf. Davon entfallen 60 ha auf die hintere Musenalp (nachfolgend Musenalp genannt).
Im Unterschied zur Alp Hütten-Oberalp ist die Musenalp nicht in Unter- und Oberstafel gegliedert. Die Alp wird während der ganzen Alpzeit bewirtschaftet. Die Musenalp ist mit einer Personentransportbahn erschlossen.
Seit dem Jahre 1934 wird ein Gastbetrieb auf der Musenalp betrieben. Dieser ist in der Regel vom Mai bis Oktober geöffnet und bietet Übernachtungsmöglichkeiten.